# 欧亨尼奥·陈-罗德里格斯
欧亨尼奥·陈-罗德里格斯（西班牙語：Eugenio Chang-Rodríguez，1924年11月15日—2019年8月4日），中文名陈汉基，是华裔秘鲁语言学家，文学批评家。

## 生平
1926年生于秘鲁拉利伯塔德大区阿斯科佩省派漢區。父亲是广东华侨，母亲是秘鲁人。
1946年毕业于国立圣马尔科斯大学人文学科。后赴美留学，1955年获得华盛顿大学语言文学博士学位。美洲西班牙语协会创始成员。五次担任国际语言协会主席职位。自1950年起定居美国，担任过秘鲁驻美国华盛顿大使馆公使衔参赞。
1977年访问日本两周，1984年访华三周。1985年受中国社科院邀请在北京、上海、广东、南京、舟山等地讲学。
晚年担任纽约市立大学研究生院名誉教授。2019年8月4日在美国纽约逝世。

## 著作
- 《两场战争之间——欧洲与非洲回忆》（利马，2009年）
- 《两场战争之间——美洲和亚洲回忆》（利马，2005年）
- 《现代化与美国文化》（利马，2004年）
- 《拉丁美洲：大陆民族》
- 《秘鲁的政治选择》（特鲁希略，1987年）
- 《拉丁美洲：文明与文化》
- 《今日拉丁美洲》

## 荣誉
勋章
- 秘鲁国会荣誉勋章（1987年）
- 秘鲁政府杰出服务功绩勋章（1987年）

机构
- 希腊雅典国立大学荣誉博士（2008年）
- 秘鲁恩里克·古斯曼-巴列国立教育大学（英语：National University of Education Enrique Guzmán y Valle）荣誉博士（2004年）
- 秘鲁费德里科·比利亚雷亚尔国立大学荣誉博士（1979年）
- 秘鲁语言学院院士（2009年）
- 西班牙皇家语言学院外籍院士（1980年）

## 中文译本
- 欧亨尼奥·陈-罗德里格斯(陈汉基). . 由白凤森、杨衍永、刘德、齐海燕翻译. 商务印书馆. 1990年8月. ISBN 7-100-00764-X.